# Ripe (Italia)
Ripe era una comune italiana de la provincia de Ancona, región de las Marcas.
Tras un referéndum celebrado los días 19 y 20 de mayo de 2013 y la posterior aprobación del consejo de la región de las Marcas el 17 de julio de 2013, el municipio de Ripe se integró, el 1 de enero de 2014, al nuevo municipio de Trecastelli.

## Evolución demográfica
| Gráfica de evolución demográfica de Ripe entre 1861 y 2001 |
|                                                            |
| Fuente ISTAT - elaboración gráfica de Wikipedia            |